# 前324年
| 千纪： | 前1千纪 |
| 世纪： | 前5世纪 \| 前4世纪 \| 前3世纪 |
| 年代： | 前350年代 \| 前340年代 \| 前330年代 \| 前320年代 \| 前310年代 \| 前300年代 \| 前290年代                                                                                  |
| 年份： | 前329年 \| 前328年 \| 前327年 \| 前326年 \| 前325年 \| 前324年 \| 前323年 \| 前322年 \| 前321年 \| 前320年 \| 前319年                                                    |
| 纪年： | 周顯王四十五年 魯景公二十年 齊威王三十三年 趙武靈王二年 魏惠王後十一年 韓宣惠王九年 秦惠文王元年 楚懷王五年 宋康王五年 衛嗣君十一年 燕易王九年 越王無彊十九年 中山王四年 |

## 大事记
- 秦國張儀進攻魏國，攻佔陝。
- 馬其頓亞歷山大大帝在蘇薩舉辦蘇薩集體婚禮，亞歷山大大帝帶頭迎娶波斯王室公主斯妲特拉，並為他的軍官和幕僚們迎娶波斯顯貴的女兒。

## 出生
- 秦昭襄王，秦国君主（逝世前250年）。